# Anacamptodon fortunei
Anacamptodon fortunei là một loài Rêu trong họ Fabroniaceae. Loài này được Mitt. miêu tả khoa học đầu tiên năm 1864.